# Aldo Sartori
Aldo Sartori (Bologna, 3 novembre 1943) è un politico italiano.

## Biografia
Nato a Bologna da madre umbra, vive l'adolescenza e la giovinezza a Milano, dal 1968 si trasferisce a Gubbio, dove lavora come libero professionista.
Cattolico, aderisce dapprima al Partito Socialista Italiano di Unità Proletaria, poi dopo lo scioglimento di tale formazione nel 1972 confluisce nel Partito Comunista Italiano. Nel 1975 viene eletto consigliere provinciale a Perugia e ricopre per breve tempo anche il ruolo di assessore. 
Dal 1980 è consigliere e vicepresidente della "Funivia colle eletto s.r.l" ed amministratore e presidente della cooperativa “Praticoop” di Gubbio; ha avuto ruoli locali anche in Confcommercio.
Contrario alla svolta della Bolognina, aderisce a Rifondazione Comunista, con cui alle elezioni politiche del 1992 viene eletto al Senato nel  collegio di Città di Castello. A Palazzo Madama è membro della 8ª Commissione permanente (Lavori pubblici, comunicazioni). Conclude il mandato parlamentare nella primavera del 1994.